# Джеймі Кук
Джеймі Роберт Кук (англ. Jamie Robert Cook; нар. 8 липня 1985, Шеффілд, Південний Йоркшир, Велика Британія) — англійський музикант, гітарист і автор деяких пісень гурту Arctic Monkeys. 

## Біографія
Джеймі Кук народився 8 липня 1985 року в Хай-Грін, передмісті Шеффілду.